# Jesus Salva e dá Vitória
Jesus Salva e dá Vitória é um álbum de estúdio do cantor brasileiro Mattos Nascimento, lançado em 2003 pela Top Gospel.

## Faixas
1. "Deus Tem Amor Perfeito" (Mattos Nascimento) – 3:56
2. "Jesus Salva e dá Vitória" (Mattos Nascimento) – 2:13
3. "Tenho Sido Abençoado" (Mattos Nascimento) – 3:03
4. "Celebrai ao Deus Eterno" (Mattos Nascimento) – 3:04
5. "Desce com Anjos Mil" (Mattos Nascimento) – 3:09
6. "Não dá pra Viver sem Cristo" (Mattos Nascimento) – 3:34
7. "Vou Lutando e Vencendo" (Mattos Nascimento) – 3:03
8. "Vou Contar pro Mundo Ouvir" (Mattos Nascimento) – 2:18
9. "Vem Pra Cá" (Mattos Nascimento) – 2:45

## Ficha técnica
- Produção e Distribuição: Top Gospel
- Bateria: Cláudio Mini
- Baixo: Charles Martins
- Violões e Guitarras: Carlão Bonfá
- Teclados: Abel Maxixe
- Percussão: Bira Burú
- Metais e Saxofones: Ronaldo Caetés
- Trumpete: Fernando/Josué
- Trombone: Moisés Nascimento
- Solos de Sax: Ronaldo Caetés
- Violinos: Daniel Rego/Ângela Perazzo/José Lopes/Giseli Sampaio
- Violas: Cecília Mendes/Bernardo Fanini
- Cellos: Mateus Ceccato
- Vocais: Cíntia Nascimento, Ruth Nascimento, Noemia Nascimento, Cristiane Nascimento, Pablo Nascimento, Henrique Nascimento, Luka Nascimento, Juninho Nascimento, Orlando Nascimento, Yara Nascimento, Silvinha Nascimento, Wanderson Nascimento, Cabo Jorge
- Engenheiros de Gravação: Ulisses/Maurício
- Engenheiros de Mixagem: Ernani Maldonado, Maurício Barbosa e Ulisses
- Auxiliar Técnico: Rafael Ferreira
- Masterização: Ernani e Daniel Maldonado
- Supervisão Técnica: Ernani Maldonado
- Gravação de Base e Vocal: Studio Oh! Glória
- Gravação de Detalhes: Mult Studios
- Mixado e Masterizado: No Mult Studio
- Arranjos, Direção Musical: Mattos Nascimento
- Arranjo e Regência de Cordas: Álvaro Tito
- Produzido por Mattos Nascimento
- Direção de Produção: Ernani Maldonado